# Перет
| pr · D21 | X1 · N5 |

| pr · D21 | X1 · N5 |

Перет — позначення в стародавньому єгипетському календарі часу підйому, зростання і визрівання рослин, урожаю після посіву, що починався в Верхньому Єгипті (острів Елефантина), як правило, на початку жовтня, і в дельті Нілу — в середині жовтня.

## Календар
У тісному зв'язку з періодом ахет, від самого виникнення обчислення календарного часу в Стародавньому Єгипті, стояла богиня Сопдет, втіленням якої була зірка Сіріус. Час перет слідував відразу після закінчення четвертого місяця періоду ахет. З часів додинастичного Єгипту і аж до закінчення епохи Середнього царства період «перет» включав в себе місяці ка-хер-ка, шеф-бедет, рекех-вер і рекех-неджес і охоплював проміжок між початком жовтня і початком лютого. Пізніше ці місяці називалися Тібі, Мехір, Фаменот і Фармуті. З початком епохи Нового царства час перет тривав з 29 грудня і до 27 квітня. Після часу перет в Стародавньому Єгипті наставав час шему (час спеки).